# Sinosauropteryx
Sinosauropteryx (il cui nome significa "rettile cinese piumato", mentre il suo nome cinese:中华 龙 鸟 ; pinyin: Zhōnghuà lóng niǎo; significa letteralmente: "uccello drago della Cina") è un genere estinto di dinosauro teropode compsognatide vissuto nel Cretaceo inferiore, circa 124.6-122 milioni di anni fa (Aptiano), in quella che oggi è la Formazione Yixian, nella Provincia di Liaoning, Cina. Il genere contiene due specie, la specie tipo S. prima, nota da tre esemplari, chiamata prima in riferimento al suo stato di essere stata la prima specie di dinosauro non-aviale ad essere stato trovato con tracce di piumaggio. Il terzo esemplare precedentemente assegnato a Sinosauropteryx rappresenta molto probabilmente un tyrannosauroide non correlato a questo genere. La seconda specie, S. lingyuanensis, è nota per un singolo esemplare, chiamato così in base alla sua località tipo. L'animale era ricoperto da uno strato di piume molto semplici e filamentose. Queste strutture, così ben preservate nel fossile, sono state in grado di fornirci anche la colorazione originale dell'animale, rendendo il Sinosauropteryx il primo dinosauro non-aviale di cui è stato possibile determinare l'esatta colorazione. L'esemplare mostra che l'animale presentava una colorazione dal dorso più scuro con il ventre più chiaro con una coda a bande scure e chiare. La colorazione marrone rossastra precedentemente dedotta per Sinosauropteryx si basa sui melanosomi conservati nell'esemplare di un genere separato, Huadanosaurus. Sebbene alcuni paleontologi abbiano contestato l'interpretazione di tali strutture, indicandole invece come resti di fibre di collagene, tale ipotesi non è ampiamente accettata.
Il Sinosauropteryx era un piccolo teropode dotato di una coda insolitamente lunga e braccia corte. L'esemplare più lungo conosciuto raggiungeva i 1,07 metri (3.51 piedi) di lunghezza, con un peso stimato a 0,55 chilogrammi (1.21 libbre). L'animale era un parente stretto del genere simile ma più antico Compsognathus, in quanto entrambi i due generi appartenevano alla famiglia dei Compsognathidae.
Il Sinosauropteryx visse in quello che è ora la Cina nordorientale, durante il Cretaceo inferiore. Il Sinosauropteryx fu uno tra i primi dinosauri scoperti nella Formazione Yixian nella Provincia di Liaoning, membro del Biota Jehol. I fossili ben conservati di questa specie illustrano molti aspetti della sua biologia, come la sua dieta e la riproduzione.

## Descrizione

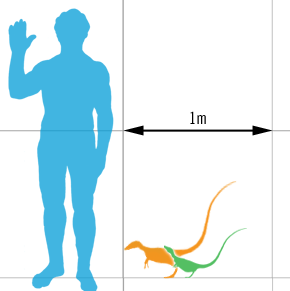
Dimensioni di un esemplare adulto (arancione) e un sub-adulto (verde), a confronto con un uomo

Il Sinosauropteryx era un piccolo teropode bipede, noto per le sue braccia corte, il primo dito della mano insolitamente grande (pollice), e la sua lunga coda. Il taxon include alcuni dei più piccoli esemplari di teropodi non-aviari adulti mai scoperti. Il campione olotipo misura, infatti, solo 68 centimetri (27 pollici), compresa la coda. Tuttavia, questo individuo era relativamente giovane. Il più lungo esemplare conosciuto raggiungeva un massimo di 1,07 metri (3,5 piedi) di lunghezza, con un peso stimato di 0,55 kg (1,2 libbre).
Il Sinosauropteryx era anatomicamente simile a Compsognathus, diversificandosi dai suoi parenti europei nelle proporzioni. Il cranio di Sinosauropteryx era del 15% più lungo delle ossa delle cosce, a differenza di Compsognathus, dove le ossa del cranio e della coscia sono circa equivalenti in lunghezza. Le braccia del Sinosauropteryx (omero e radio) rappresentavano solo il 30% della lunghezza delle gambe (femore e tibia), rispetto al 40% di Compsognathus. Inoltre, Sinosauropteryx possedeva diverse caratteristiche uniche tra i teropodi, come la presenza di ben 64 vertebre nella coda. Questo numero così elevato di vertebre caudali, rendeva la sua coda più lunga rispetto alla lunghezza corporea di ogni altro teropode. Le sue mani erano più lunghe rispetto alle braccia, circa l'84-91% della lunghezza del resto del braccio (omero e radio) e la metà della lunghezza del piede. Il primo e il secondo dito avevano all'incirca la stessa lunghezza, con un grande artiglio posto sul primo dito. Le prime dita erano piuttosto grandi, sia più lunghe che più spesse di una delle ossa dell'avambraccio. I denti (eterodontici) differivano leggermente in base alla loro posizione: quelli vicini alle punte delle fauci superiori (premascella) erano snelli e privi di dentellatura, mentre quelli dietro (sulla mascella) erano dentellati e compressi lateralmente. I denti delle mandibola erano altresì differenziati.
Una zona in un particolare esemplare, particolarmente pigmentata è stata suggerita come un'eventuale traccia di organi, ed è stata interpretato come il fegato dell'animale da John Ruben e colleghi, che lo hanno descritto come parte di un "pistone epatico" del sistema respiratorio, simile a quello dei coccodrilli. Uno studio successivo, pur concordando che l'area pigmentata rappresentava qualcosa di originariamente presente all'interno del corpo, non trovò una struttura definita e notò che gli organi sarebbero stati distorti dai processi che avevano appiattito lo scheletro in una forma essenzialmente bidimensionale. Il pigmento scuro è presente anche nella regione degli occhi dell'olotipo e di un altro esemplare.

### Piumaggio

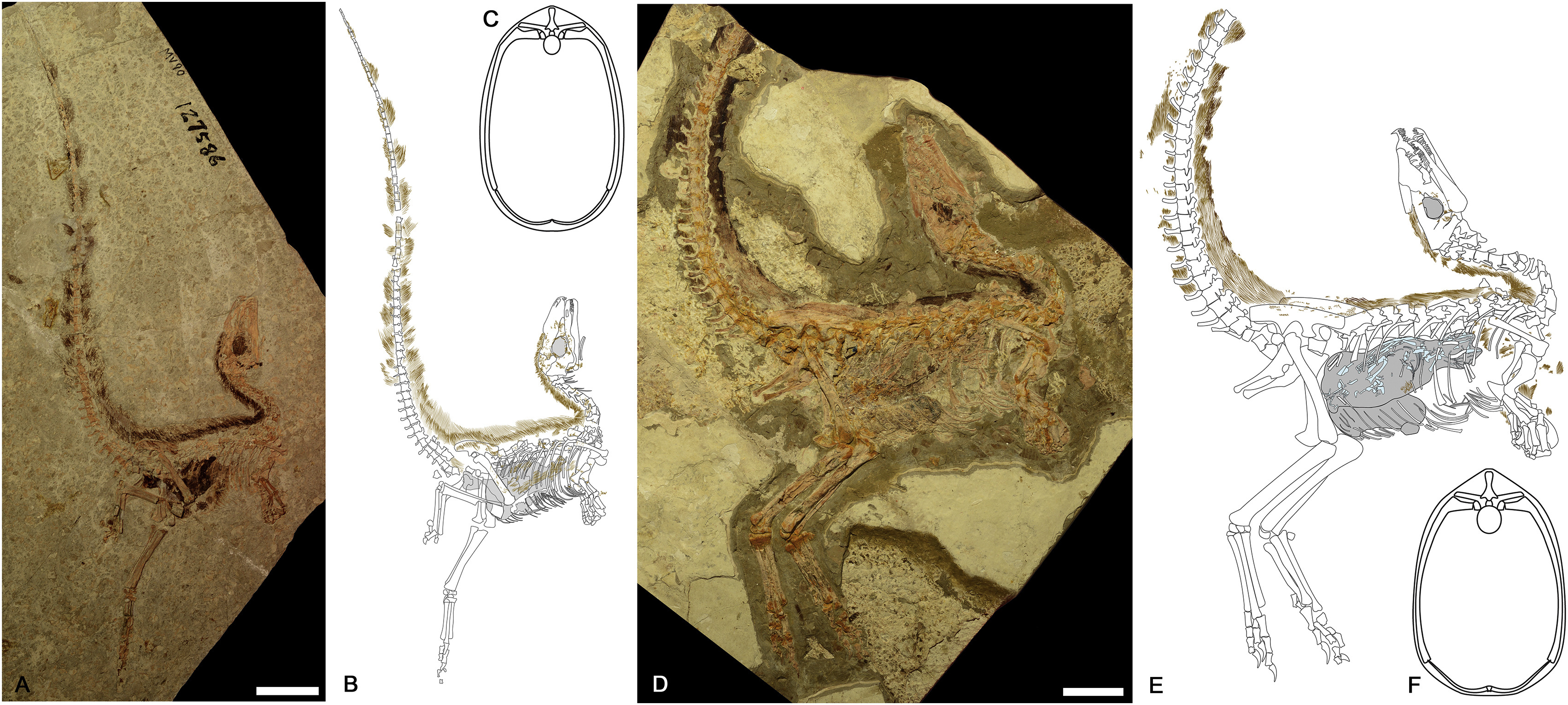
Olotipo ed esemplare con diagrammi che mostrano le piume e i tessuti interni

Tutti i campioni descritti di Sinosauropteryx conservano strutture tegumentarie (filamenti provenienti dalla pelle) che la maggior parte dei paleontologi ha interpretato come un tipo primitivo di piume. Questi filamenti corti e sottili sono conservati lungo la metà posteriore del cranio, le braccia, il collo e la parte posteriore, superiore e inferiore della coda. I paleontologi Chen, Dong e Zheng hanno identificato punti di ancoraggio per le piume anche ai lati del corpo e, basandosi sulla densità delle piume sul dorso, hanno ipotizzato che l'animale fosse completamente piumato in vita, e che le piume ventrali si siano staccate durante la decomposizione.
I filamenti sono conservati con un divario tra le ossa, che i diversi autori hanno notato, corrispondere strettamente alla quantità prevista di pelle e tessuti muscolari che sarebbero stati presenti in vita. Le piume sono più vicine alle ossa sul cranio e all'estremità della coda, dove erano presenti pochissimi muscoli, mentre il divario aumenta sulle vertebre posteriori, dove si prevede più muscolatura, indicando che i filamenti erano esterni alla pelle e non corrispondono alle strutture sottocutanee.

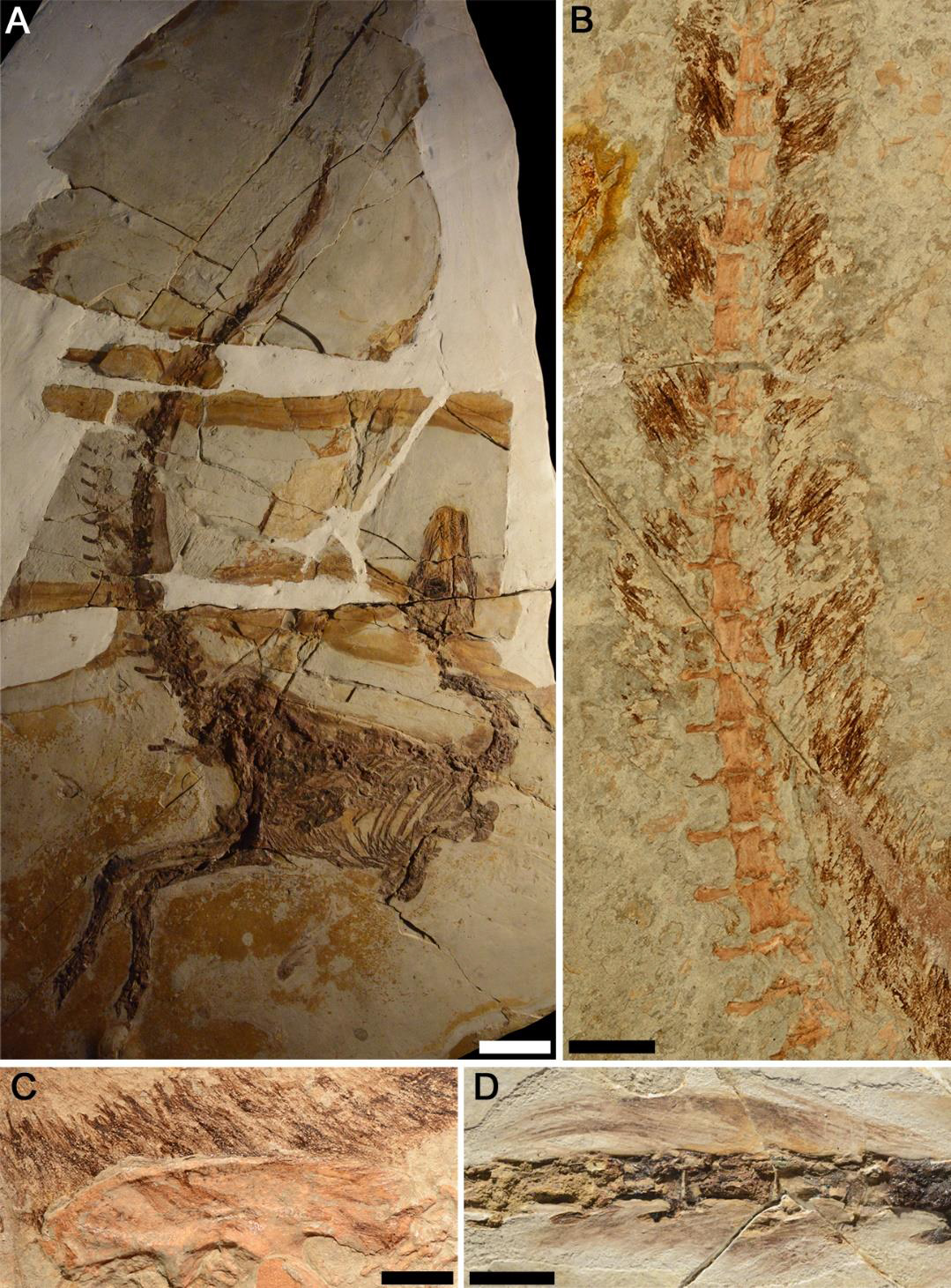
Piume preservate in vari esemplari di S. prima

Questi filamenti presentano orientamenti casuali e sono spesso ondulati, prova che in vita erano morbidi e flessibili. L'esame al microscopico mostra che i singoli filamenti appaiono scuri lungo i bordi e chiari internamente, suggerendo essi erano vuoti, come le piume dei moderni uccelli. Rispetto ai mammiferi moderni i filamenti erano piuttosto grossolani, con ogni singolo filamento molto più grande e spesso rispetto ai corrispettivi peli dei mammiferi di dimensioni simili.
La lunghezza dei filamenti varia in tutto il corpo. Nell'esemplare tipo, i filamenti sono più corti sul cranio davanti agli occhi, con una lunghezza di 13 millimetri (0,51 pollici). Andando ulteriormente lungo il corpo, i filamenti aumentano rapidamente di lunghezza fino a raggiungere la lunghezza di 35 millimetri (1,4 pollici) sopra le scapole. La lunghezza rimane uniforme sul dorso, fino ad oltre i fianchi, dove i filamenti si allungano di nuovo e raggiungono la loro lunghezza massima a metà della coda con 40 millimetri. I filamenti sul lato inferiore della coda sono più corti e diminuiscono di lunghezza più rapidamente di quelli sulla superficie dorsale. Sulla 25ª vertebra caudale, i filamenti sul lato inferiore raggiungono una lunghezza di soli 35 millimetri. Le piume più lunghe presenti sull'avambraccio misurano 14 millimetri (0,55 pollici).
Sebbene le piume siano troppo dense per isolarne una singola struttura per l'esame, diversi studi hanno suggerito la presenza di due tipi distinti di filamenti (spessi e sottili) interspersi tra di loro. I filamenti spessi tendono ad apparire "più rigidi" dei filamenti sottili e quest'ultimi tendono a trovarsi paralleli tra loro, ma agli angoli dei filamenti più spessi. Queste proprietà suggeriscono che le singole piume consistevano di una piuma centrale (rachide) con barbule più sottili che si ramificavano da esso, in una versione più primitiva di quelle delle piume degli uccelli moderni. Nel complesso, i filamenti assomigliano maggiormente al "piumuno" presente negli uccelli moderni, con una spessa piuma centrale e lunghe e sottili bastoncini. Le stesse strutture sono state ritrovate anche in altri animali fossili della Formazione Yixian, incluso Confuciusornis.
Sebbene il Sinosauropteryx possedesse strutture simili a piume, non era strettamente imparentato con il "primo uccello" Archaeopteryx. Tuttavia, vi sono molti clade di dinosauri più strettamente imparentati con Archeopteryx rispetto a Sinosauropteryx, come i deinonychosauri, gli oviraptorosauri e i therizinosauroidi. Ciò indica che le piume potrebbero essere state un carattere molto comune nei dinosauri teropodi, non solo negli uccelli, indicando che anche animali filogeneticamente lontani da Compsognathus avessero le piume.

### Colorazione

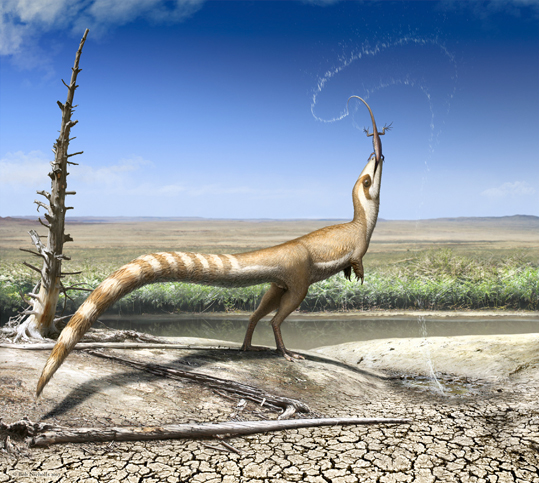
Ricostruzione artistica di Sinosauropteryx mentre si nutre di un Dalinghosaurus, pattern di colorazione in accordo con i melanosomi preservati

Il Sinosauropteryx è stato il primo dinosauro di cui è stato possibile determinare la colorazione originale, basandosi sugli esemplari fossili. Alcuni fossili di Sinosauropteryx mostrano un'alternanza di bande più chiare e più scure conservate sulla coda. Chen e colleghi hanno inizialmente interpretato questo pattern ad anelli come un artefatto della divisione tra la lastra principale e la contro-lastra in cui è stato conservato il campione originale. Tuttavia, Longrich ipotizzò, nella sua presentazione del 2002 per la Società della Paleontologia Vertebrata, che questi esemplari conservassero effettivamente i resti della colorazione originale dell'animale, sostenendo che le bande scure della coda e del resto del corpo erano troppo distanziate tra loro per essere state causate dalla separazione casuale delle lastre fossili e che rappresentavano pigmenti fossili presenti nelle piume. Inoltre, piuttosto che un manufatto di conservazione o di decomposizione, la presenza di piume scure lungo solo la parte superiore del corpo poteva riflettere il pattern della colorazione originale dell'animale, indicando che il Sinosauropteryx aveva una colorazione controluce, ossia con il dorso più scuro ed il ventre più chiaro, mentre la coda era a bande più chiare e scure. Questa colorazione avrebbe permesso all'animale di mimetizzarsi meglio nella vegetazione del suo habitat.
Le conclusioni di Longrich furono sostenute in un documento pubblicato online sulla rivista Nature, nel gennaio 2010. Fucheng Zhang e colleghi hanno esaminato le piume fossilizzate di diversi dinosauri e uccelli primitivi e hanno riscontrato la presenza di melanosomi, cellule che danno alle piume degli uccelli moderni il loro colore. Tra gli esemplari studiati è stato incluso un esemplare precedentemente non-descritto di Sinosauropteryx, IVPP V14202. Esaminando la struttura e la distribuzione dei melanosomi, Zhang e i suoi colleghi hanno potuto confermare la presenza di fasce di colore chiaro e scuro nelle piume di coda dell'animale. Inoltre, la squadra ha potuto confrontare i vari tipi melanosomi con quelli degli uccelli moderni per determinare una gamma generale di colore. Dalla presenza di phaeomelanosomi, i melanosomi sferici che danno e conservano il pigmento rosso, hanno concluso che le piume più scure di Sinosauropteryx erano di colore castano o rossastro ambrato. Ulteriori ricerche sulla colorazione di Sinosauropteryx hanno rivelato la presenza di una sorta di "mascherina" scura sugli occhi dell'animale, simile a quella dei procioni, e un pattern controluce sul resto del corpo, che negli animali moderni è associato ad un habitat aperto, indicando che il Bioma Jehol, probabilmente, ospitava una vasta gamma di habitat.

## Classificazione

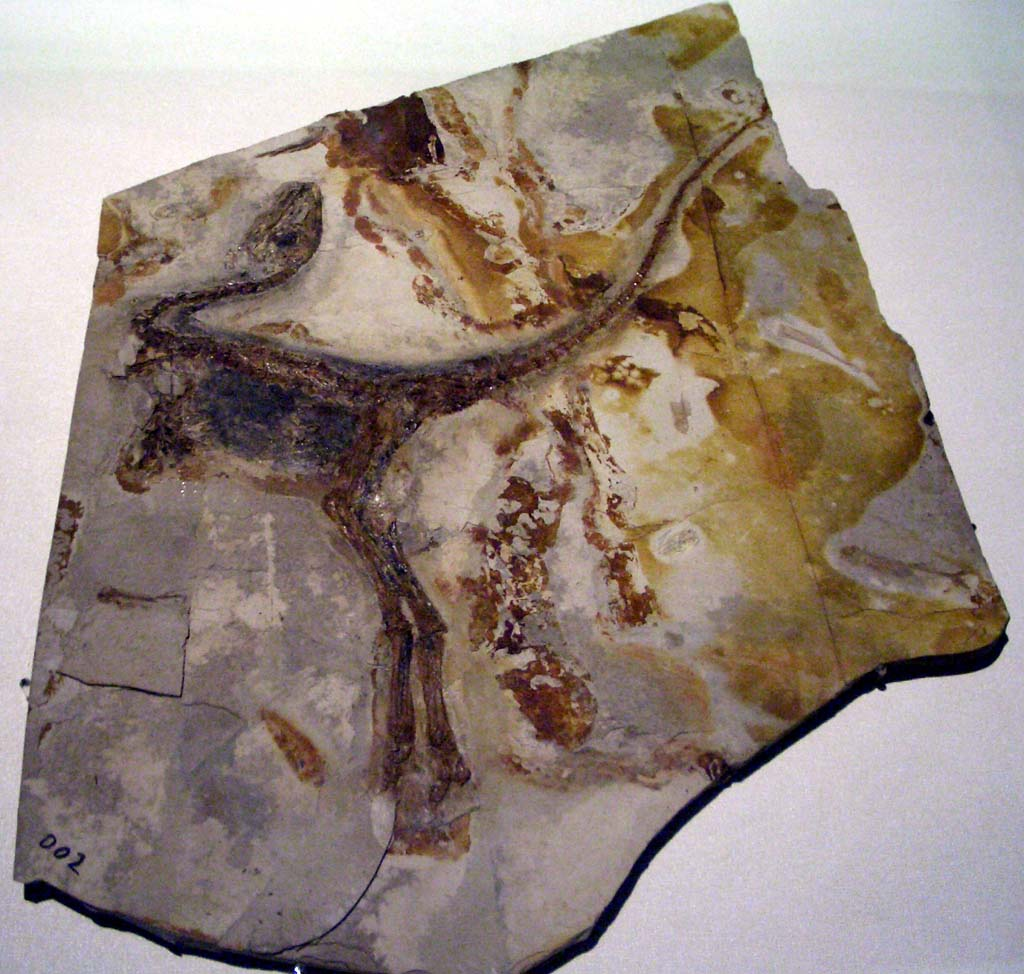
Esemplare fossile non-descritto, al Museo delle Scienze di Hong Kong

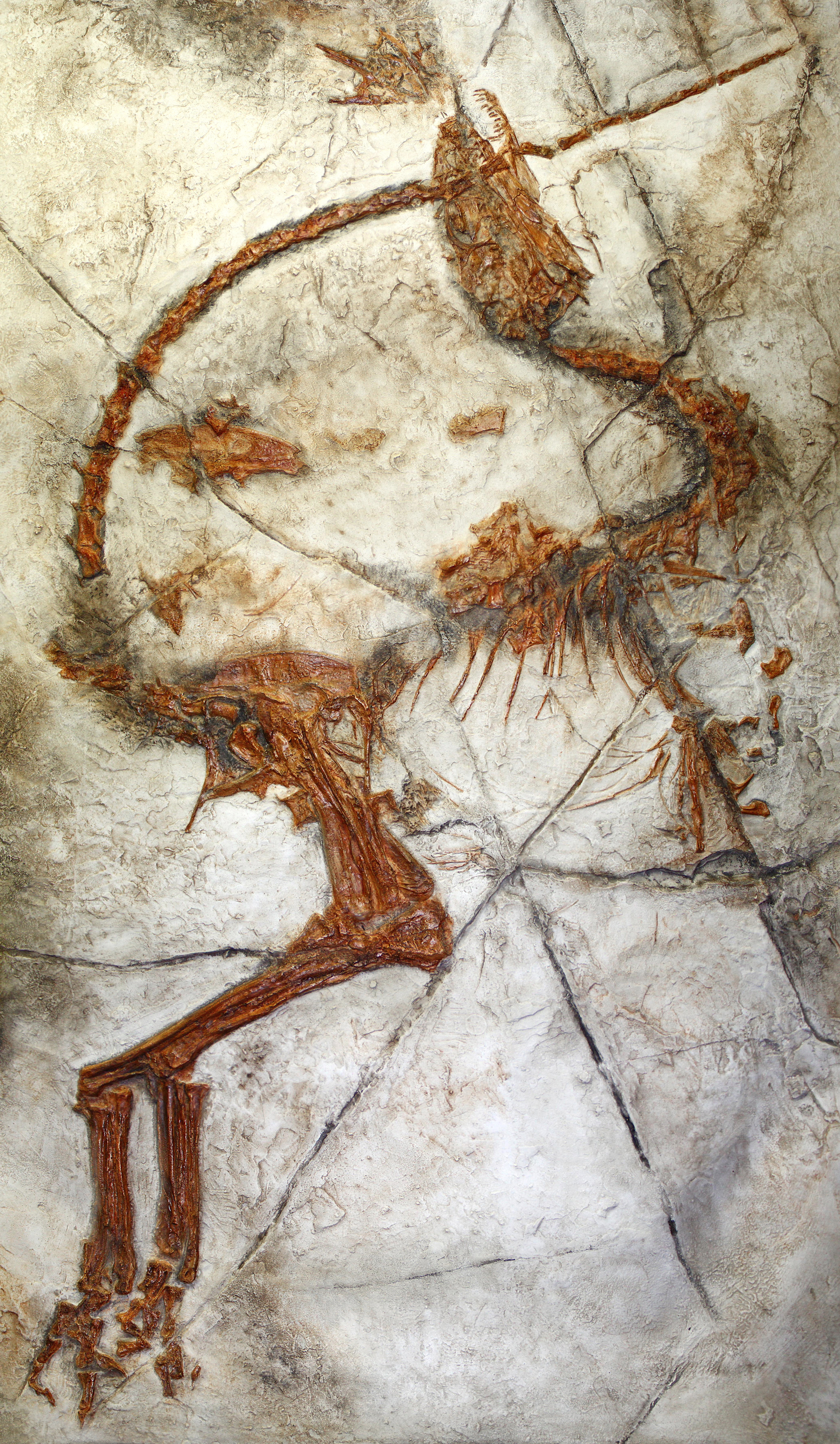
Ricostruzione dello scheletro appartenente a GMV 2124, probabilmente non-appartenente a Sinosauropteryx, ma forse ad una specie affine

Nonostante la presenza di piume, la maggior parte dei paleontologi non considera il Sinosauropteryx come un uccello. Filogeneticamente, infatti, il genere è solo distanzialmente legato al clade Aves, di solito definito come "Archaeopteryx e tutti gli uccelli moderni". Gli scienziati che hanno descritto Sinosauropteryx, tuttavia, usavano una definizione caratteristica o apomorfa della classe Aves, in cui ogni animale dotato di piume è considerato un uccello. Sostenendo che i vari pennacchi filamentosi di Sinosauropteryx rappresentassero vere e proprie piume, dotate di rachidi e barbule, giunsero alla conclusione che anche il Sinosauropteryx doveva essere considerato come un vero uccello. Per questo, classificato il genere come appartenente ad un nuovo ordine biologico, i Sinosauropterygiformes, della famiglia dei Sinosauropterygidae, all'interno della sottoclasse Sauriurae. Queste proposte non sono state accettate e oggi Sinosauropteryx è generalmente classificato nella famiglia Compsognathidae, un clade di teropodi coelurosauri dalla coda lunghissima e dalle piccole dimensioni vissuti dal Giurassico superiore al Cretaceo inferiore dell'Asia, Europa e Sud America.
Di seguito è riportato un cladogramma che mostra il posizionamento di Sinosauropteryx all'interno di Coelurosauria, di Senter et al. (2012):
|  | Coelurus      |
|  |               |
|  | Tanycolagreus |
|  |               |

|  | Dilong   |
|  |          |
|  | Guanlong |
|  |          |

|  | Gorgosaurus                                                      |
|  |                                                                  |
|  | \| \| Daspletosaurus \| \| \| \| \| \| Tyrannosaurus \| \| \| \| |
|  |                                                                  |
|  | Daspletosaurus                                                   |
|  |                                                                  |
|  | Tyrannosaurus                                                    |
|  |                                                                  |

|  | Daspletosaurus |
|  |                |
|  | Tyrannosaurus  |
|  |                |

|  | Gorgosaurus                                                      |
|  |                                                                  |
|  | \| \| Daspletosaurus \| \| \| \| \| \| Tyrannosaurus \| \| \| \| |
|  |                                                                  |
|  | Daspletosaurus                                                   |
|  |                                                                  |
|  | Tyrannosaurus                                                    |
|  |                                                                  |

|  | Daspletosaurus |
|  |                |
|  | Tyrannosaurus  |
|  |                |

|  | Dilong   |
|  |          |
|  | Guanlong |
|  |          |

|  | Gorgosaurus                                                      |
|  |                                                                  |
|  | \| \| Daspletosaurus \| \| \| \| \| \| Tyrannosaurus \| \| \| \| |
|  |                                                                  |
|  | Daspletosaurus                                                   |
|  |                                                                  |
|  | Tyrannosaurus                                                    |
|  |                                                                  |

|  | Daspletosaurus |
|  |                |
|  | Tyrannosaurus  |
|  |                |

|  | Gorgosaurus                                                      |
|  |                                                                  |
|  | \| \| Daspletosaurus \| \| \| \| \| \| Tyrannosaurus \| \| \| \| |
|  |                                                                  |
|  | Daspletosaurus                                                   |
|  |                                                                  |
|  | Tyrannosaurus                                                    |
|  |                                                                  |

|  | Daspletosaurus |
|  |                |
|  | Tyrannosaurus  |
|  |                |

|  | Coelurus      |
|  |               |
|  | Tanycolagreus |
|  |               |

|  | Dilong   |
|  |          |
|  | Guanlong |
|  |          |

|  | Gorgosaurus                                                      |
|  |                                                                  |
|  | \| \| Daspletosaurus \| \| \| \| \| \| Tyrannosaurus \| \| \| \| |
|  |                                                                  |
|  | Daspletosaurus                                                   |
|  |                                                                  |
|  | Tyrannosaurus                                                    |
|  |                                                                  |

|  | Daspletosaurus |
|  |                |
|  | Tyrannosaurus  |
|  |                |

|  | Gorgosaurus                                                      |
|  |                                                                  |
|  | \| \| Daspletosaurus \| \| \| \| \| \| Tyrannosaurus \| \| \| \| |
|  |                                                                  |
|  | Daspletosaurus                                                   |
|  |                                                                  |
|  | Tyrannosaurus                                                    |
|  |                                                                  |

|  | Daspletosaurus |
|  |                |
|  | Tyrannosaurus  |
|  |                |

|  | Dilong   |
|  |          |
|  | Guanlong |
|  |          |

|  | Gorgosaurus                                                      |
|  |                                                                  |
|  | \| \| Daspletosaurus \| \| \| \| \| \| Tyrannosaurus \| \| \| \| |
|  |                                                                  |
|  | Daspletosaurus                                                   |
|  |                                                                  |
|  | Tyrannosaurus                                                    |
|  |                                                                  |

|  | Daspletosaurus |
|  |                |
|  | Tyrannosaurus  |
|  |                |

|  | Gorgosaurus                                                      |
|  |                                                                  |
|  | \| \| Daspletosaurus \| \| \| \| \| \| Tyrannosaurus \| \| \| \| |
|  |                                                                  |
|  | Daspletosaurus                                                   |
|  |                                                                  |
|  | Tyrannosaurus                                                    |
|  |                                                                  |

|  | Daspletosaurus |
|  |                |
|  | Tyrannosaurus  |
|  |                |

|  | Sinocalliopteryx |
|  |                  |
|  | Huaxiagnathus    |
|  |                  |

|  | Compsognathus                                             |
|  |                                                           |
|  | \| \| Juravenator \| \| \| \| \| \| Scipionyx \| \| \| \| |
|  |                                                           |
|  | Juravenator                                               |
|  |                                                           |
|  | Scipionyx                                                 |
|  |                                                           |

|  | Juravenator |
|  |             |
|  | Scipionyx   |
|  |             |

|  | Compsognathus                                             |
|  |                                                           |
|  | \| \| Juravenator \| \| \| \| \| \| Scipionyx \| \| \| \| |
|  |                                                           |
|  | Juravenator                                               |
|  |                                                           |
|  | Scipionyx                                                 |
|  |                                                           |

|  | Juravenator |
|  |             |
|  | Scipionyx   |
|  |             |

|  | Sinocalliopteryx |
|  |                  |
|  | Huaxiagnathus    |
|  |                  |

|  | Compsognathus                                             |
|  |                                                           |
|  | \| \| Juravenator \| \| \| \| \| \| Scipionyx \| \| \| \| |
|  |                                                           |
|  | Juravenator                                               |
|  |                                                           |
|  | Scipionyx                                                 |
|  |                                                           |

|  | Juravenator |
|  |             |
|  | Scipionyx   |
|  |             |

|  | Compsognathus                                             |
|  |                                                           |
|  | \| \| Juravenator \| \| \| \| \| \| Scipionyx \| \| \| \| |
|  |                                                           |
|  | Juravenator                                               |
|  |                                                           |
|  | Scipionyx                                                 |
|  |                                                           |

|  | Juravenator |
|  |             |
|  | Scipionyx   |
|  |             |

|  | Sinocalliopteryx |
|  |                  |
|  | Huaxiagnathus    |
|  |                  |

|  | Compsognathus                                             |
|  |                                                           |
|  | \| \| Juravenator \| \| \| \| \| \| Scipionyx \| \| \| \| |
|  |                                                           |
|  | Juravenator                                               |
|  |                                                           |
|  | Scipionyx                                                 |
|  |                                                           |

|  | Juravenator |
|  |             |
|  | Scipionyx   |
|  |             |

|  | Compsognathus                                             |
|  |                                                           |
|  | \| \| Juravenator \| \| \| \| \| \| Scipionyx \| \| \| \| |
|  |                                                           |
|  | Juravenator                                               |
|  |                                                           |
|  | Scipionyx                                                 |
|  |                                                           |

|  | Juravenator |
|  |             |
|  | Scipionyx   |
|  |             |

|  | Sinocalliopteryx |
|  |                  |
|  | Huaxiagnathus    |
|  |                  |

|  | Compsognathus                                             |
|  |                                                           |
|  | \| \| Juravenator \| \| \| \| \| \| Scipionyx \| \| \| \| |
|  |                                                           |
|  | Juravenator                                               |
|  |                                                           |
|  | Scipionyx                                                 |
|  |                                                           |

|  | Juravenator |
|  |             |
|  | Scipionyx   |
|  |             |

|  | Compsognathus                                             |
|  |                                                           |
|  | \| \| Juravenator \| \| \| \| \| \| Scipionyx \| \| \| \| |
|  |                                                           |
|  | Juravenator                                               |
|  |                                                           |
|  | Scipionyx                                                 |
|  |                                                           |

|  | Juravenator |
|  |             |
|  | Scipionyx   |
|  |             |

|  | Coelurus      |
|  |               |
|  | Tanycolagreus |
|  |               |

|  | Dilong   |
|  |          |
|  | Guanlong |
|  |          |

|  | Gorgosaurus                                                      |
|  |                                                                  |
|  | \| \| Daspletosaurus \| \| \| \| \| \| Tyrannosaurus \| \| \| \| |
|  |                                                                  |
|  | Daspletosaurus                                                   |
|  |                                                                  |
|  | Tyrannosaurus                                                    |
|  |                                                                  |

|  | Daspletosaurus |
|  |                |
|  | Tyrannosaurus  |
|  |                |

|  | Gorgosaurus                                                      |
|  |                                                                  |
|  | \| \| Daspletosaurus \| \| \| \| \| \| Tyrannosaurus \| \| \| \| |
|  |                                                                  |
|  | Daspletosaurus                                                   |
|  |                                                                  |
|  | Tyrannosaurus                                                    |
|  |                                                                  |

|  | Daspletosaurus |
|  |                |
|  | Tyrannosaurus  |
|  |                |

|  | Dilong   |
|  |          |
|  | Guanlong |
|  |          |

|  | Gorgosaurus                                                      |
|  |                                                                  |
|  | \| \| Daspletosaurus \| \| \| \| \| \| Tyrannosaurus \| \| \| \| |
|  |                                                                  |
|  | Daspletosaurus                                                   |
|  |                                                                  |
|  | Tyrannosaurus                                                    |
|  |                                                                  |

|  | Daspletosaurus |
|  |                |
|  | Tyrannosaurus  |
|  |                |

|  | Gorgosaurus                                                      |
|  |                                                                  |
|  | \| \| Daspletosaurus \| \| \| \| \| \| Tyrannosaurus \| \| \| \| |
|  |                                                                  |
|  | Daspletosaurus                                                   |
|  |                                                                  |
|  | Tyrannosaurus                                                    |
|  |                                                                  |

|  | Daspletosaurus |
|  |                |
|  | Tyrannosaurus  |
|  |                |

|  | Coelurus      |
|  |               |
|  | Tanycolagreus |
|  |               |

|  | Dilong   |
|  |          |
|  | Guanlong |
|  |          |

|  | Gorgosaurus                                                      |
|  |                                                                  |
|  | \| \| Daspletosaurus \| \| \| \| \| \| Tyrannosaurus \| \| \| \| |
|  |                                                                  |
|  | Daspletosaurus                                                   |
|  |                                                                  |
|  | Tyrannosaurus                                                    |
|  |                                                                  |

|  | Daspletosaurus |
|  |                |
|  | Tyrannosaurus  |
|  |                |

|  | Gorgosaurus                                                      |
|  |                                                                  |
|  | \| \| Daspletosaurus \| \| \| \| \| \| Tyrannosaurus \| \| \| \| |
|  |                                                                  |
|  | Daspletosaurus                                                   |
|  |                                                                  |
|  | Tyrannosaurus                                                    |
|  |                                                                  |

|  | Daspletosaurus |
|  |                |
|  | Tyrannosaurus  |
|  |                |

|  | Dilong   |
|  |          |
|  | Guanlong |
|  |          |

|  | Gorgosaurus                                                      |
|  |                                                                  |
|  | \| \| Daspletosaurus \| \| \| \| \| \| Tyrannosaurus \| \| \| \| |
|  |                                                                  |
|  | Daspletosaurus                                                   |
|  |                                                                  |
|  | Tyrannosaurus                                                    |
|  |                                                                  |

|  | Daspletosaurus |
|  |                |
|  | Tyrannosaurus  |
|  |                |

|  | Gorgosaurus                                                      |
|  |                                                                  |
|  | \| \| Daspletosaurus \| \| \| \| \| \| Tyrannosaurus \| \| \| \| |
|  |                                                                  |
|  | Daspletosaurus                                                   |
|  |                                                                  |
|  | Tyrannosaurus                                                    |
|  |                                                                  |

|  | Daspletosaurus |
|  |                |
|  | Tyrannosaurus  |
|  |                |

|  | Sinocalliopteryx |
|  |                  |
|  | Huaxiagnathus    |
|  |                  |

|  | Compsognathus                                             |
|  |                                                           |
|  | \| \| Juravenator \| \| \| \| \| \| Scipionyx \| \| \| \| |
|  |                                                           |
|  | Juravenator                                               |
|  |                                                           |
|  | Scipionyx                                                 |
|  |                                                           |

|  | Juravenator |
|  |             |
|  | Scipionyx   |
|  |             |

|  | Compsognathus                                             |
|  |                                                           |
|  | \| \| Juravenator \| \| \| \| \| \| Scipionyx \| \| \| \| |
|  |                                                           |
|  | Juravenator                                               |
|  |                                                           |
|  | Scipionyx                                                 |
|  |                                                           |

|  | Juravenator |
|  |             |
|  | Scipionyx   |
|  |             |

|  | Sinocalliopteryx |
|  |                  |
|  | Huaxiagnathus    |
|  |                  |

|  | Compsognathus                                             |
|  |                                                           |
|  | \| \| Juravenator \| \| \| \| \| \| Scipionyx \| \| \| \| |
|  |                                                           |
|  | Juravenator                                               |
|  |                                                           |
|  | Scipionyx                                                 |
|  |                                                           |

|  | Juravenator |
|  |             |
|  | Scipionyx   |
|  |             |

|  | Compsognathus                                             |
|  |                                                           |
|  | \| \| Juravenator \| \| \| \| \| \| Scipionyx \| \| \| \| |
|  |                                                           |
|  | Juravenator                                               |
|  |                                                           |
|  | Scipionyx                                                 |
|  |                                                           |

|  | Juravenator |
|  |             |
|  | Scipionyx   |
|  |             |

|  | Sinocalliopteryx |
|  |                  |
|  | Huaxiagnathus    |
|  |                  |

|  | Compsognathus                                             |
|  |                                                           |
|  | \| \| Juravenator \| \| \| \| \| \| Scipionyx \| \| \| \| |
|  |                                                           |
|  | Juravenator                                               |
|  |                                                           |
|  | Scipionyx                                                 |
|  |                                                           |

|  | Juravenator |
|  |             |
|  | Scipionyx   |
|  |             |

|  | Compsognathus                                             |
|  |                                                           |
|  | \| \| Juravenator \| \| \| \| \| \| Scipionyx \| \| \| \| |
|  |                                                           |
|  | Juravenator                                               |
|  |                                                           |
|  | Scipionyx                                                 |
|  |                                                           |

|  | Juravenator |
|  |             |
|  | Scipionyx   |
|  |             |

|  | Sinocalliopteryx |
|  |                  |
|  | Huaxiagnathus    |
|  |                  |

|  | Compsognathus                                             |
|  |                                                           |
|  | \| \| Juravenator \| \| \| \| \| \| Scipionyx \| \| \| \| |
|  |                                                           |
|  | Juravenator                                               |
|  |                                                           |
|  | Scipionyx                                                 |
|  |                                                           |

|  | Juravenator |
|  |             |
|  | Scipionyx   |
|  |             |

|  | Compsognathus                                             |
|  |                                                           |
|  | \| \| Juravenator \| \| \| \| \| \| Scipionyx \| \| \| \| |
|  |                                                           |
|  | Juravenator                                               |
|  |                                                           |
|  | Scipionyx                                                 |
|  |                                                           |

|  | Juravenator |
|  |             |
|  | Scipionyx   |
|  |             |

Il genere Sinosauropteryx contiene una singola specie, ossia S. prima. Una possibile seconda specie è rappresentata dal campione GMV 2124 (aka NGMC 2124), che è stato descritto come un terzo, più grande esemplare di S. prima da Ji e Ji, nel 1997. Tuttavia, in una presentazione e un abstract del 2002, alla Società di Paleontologia dei Vertebrati, Nick Longrich ha dimostrato che questo esemplare differisce in molti aspetti anatomici dagli altri esemplari, tra cui le dimensioni notevolmente maggiori, tibie più lunghe ed una coda più corta. Longrich suggerì anche che GMV 2124 fosse un coelurosauro compsognatide, mentre Sinosauropteryx era un tipo più primitivo di coelurosauro o un basale carnosauro. Nel 2007, Gishlick e Gauthier hanno concordato che questo esemplare è probabilmente un nuovo taxon, e hanno tentato di riesaminarlo come Sinosauropteryx? sp., sebbene concordino che possa trattarsi di un nuovo genere. Anche nel 2007, Ji, Ji e colleghi hanno scritto che GMV 2124 è probabilmente un nuovo genere, notando le differenze della lunghezza della coda e nelle proporzioni posteriori.

### Autapomorfie
Ji e Ji (1996) identificarono diverse autapomorfie (caratteristiche uniche) che differenziavano Sinosauropteryx dagli altri dinosauri e/o uccelli. Ji e Ji hanno descritto il Sinosauropteryx come un piccolo uccello primitivo con un cranio relativamente alto, un rostro liscio e una premascella lunga e alta; la parete antorbitale era ellittica ma non ingrandita, la mandibola era robusta, le fauci erano strette e allungate e la dentizione era estremamente ben sviluppata e acuta; la colonna vertebrale comprende oltre 50 vertebre caudali estremamente allungate, che costituiscono il 60% della lunghezza del corpo, e il forellame è estremamente corto con una breve ma spesso omero; il pube è allungato ed estremamente gonfiato alla sua estremità distali e l'ischio è ampio; l'arto posteriore era lungo e robusto, la tibia è solo leggermente più lunga del femore, i tarsi sono separati e i metatarsali sono relativamente robusti con le estremità non prossimitate; le piume sono corte, piccole e uniformi, molte delle quali ornano la parte superiore del cranio, del collo, del dorso e della coda.

## Storia della scoperta

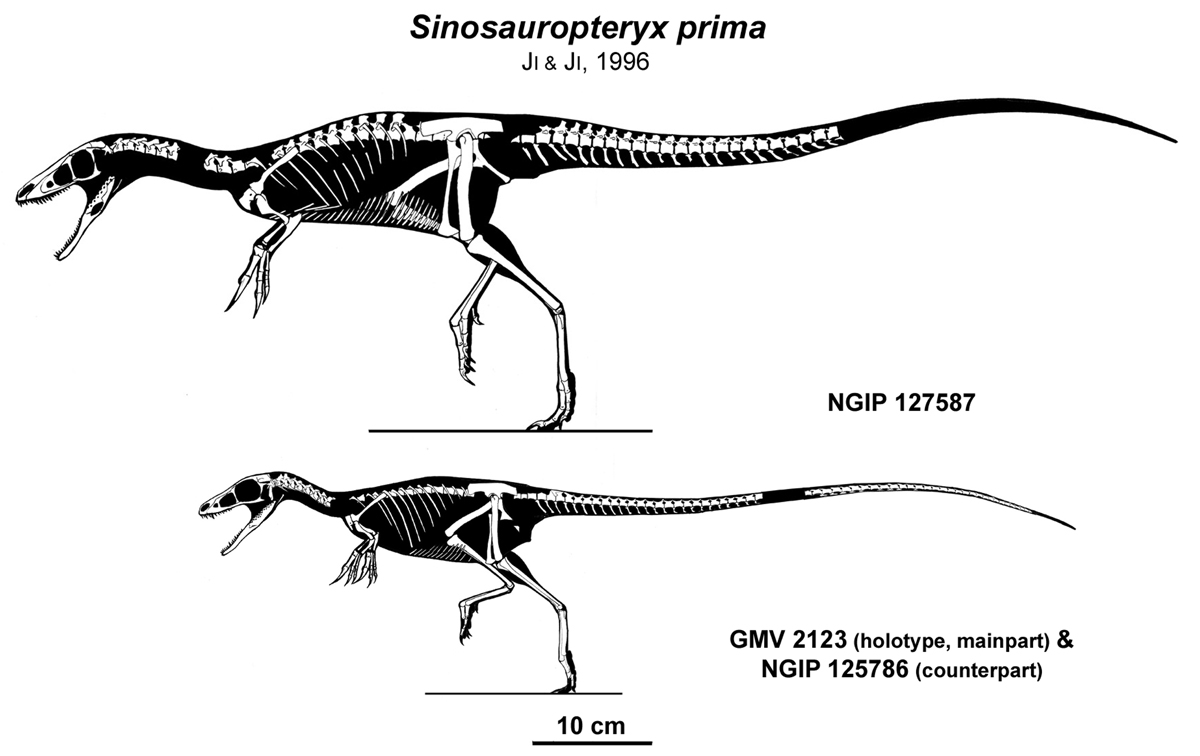
Ricostruzione scheletrica dell'olotipo e del secondo esemplare di S. prima

Il primo esemplare fossile del dinosauro che verrà in seguito ribattezzato Sinosauropteryx prima fu ritrovato nell'agosto del 1996 da Li Yumin. Yumin era un coltivatore e un cacciatore di fossili part-time che spesso si recava nella Provincia di Liaoning per acquistare fossili da vendere a privati e/o musei. Yumin ha riconosciuto la qualità unica dell'esemplare, che era stato separato in due lastre. Le due lastre vennero separate e vendute a due musei separati in Cina: il Museo Nazionale Geologico di Pechino e l'Istituto di Geologia e Paleontologia di Nanchino. Il direttore del museo di Pechino, Ji Qiang, ha riconosciuto l'importanza dell'esemplare, facendolo studiare dal paleontologo canadese Philip J. Currie e dall'artista Michael Skrepnick, che si era subito accorto del fossile per caso mentre era in visita presso la collezione del museo di Pechino, dopo aver guidato un tour fossile della zona durante la prima settimana di ottobre 1996. Currie ha riconosciuto immediatamente il significato del fossile. Come lo ha citato il New York Times, "quando ho visto questa lastra di siltite mescolata con la cenere vulcanica in cui la creatura è incorporata, sono rimasto scioccato". Gli autori descrissero il fossile come Sinosauropteryx, il cui nome dal greco antico significa "rettile cinese piumato".
Le autorità cinesi hanno inizialmente bloccato le fotografie del campione dalla pubblicazione. Tuttavia, Currie ha portato una fotografia alla riunione del 1996 della Società di Paleontologia dei Vertebrati presso l'American Museum of Natural History di New York, attirando folle di paleontologi riunitisi per discutere la nuova scoperta. Secondo quanto riportato dalla notizia, il paleontologo John Ostrom, che negli anni '70 aveva preceduto la teoria che gli uccelli si fossero evoluti dai dinosauri, "rimase in uno stato di shock". Ostrom in seguito si unì ad un team internazionale di ricercatori, riunitisi a Pechino per esaminare i fossili; altri membri del team comprendevano esperti di piumaggio come Alan Brush, l'esperto di uccelli fossili Larry Martin e Peter Wellnhofer, un esperto dell'uccello primitivo Archaeopteryx.
In seguito, tre esemplari sono stati assegnati alla specie Sinosauropteryx prima: l'olotipo GMV 2123 (e la sua contro-lastra [faccia opposta], NIGP 127586), NIGP 127.587, e D 2141. Un altro esemplare, IVPP V14202, è stato assegnato al genere, ma non per l'unica specie di Zhang e colleghi. L'assegnazione di un ulteriore campione più grande a S. prima, GMV 2124, è stata in seguito respinta e tale esemplare è ora considerata una specie affine di un differente genere. Tutti i fossili sono stati ritrovati nei letti di Jianshangou o Dawangzhangzi, della Formazione Yixian nel Beipiaoe, le regioni di Lingyuan di Liaoning, Cina. Questi letti fossili sono datati a circa 124.6-122 milioni di anni fa, durante la fase tardiva del Barremiano fino agli stadi Aptiani, del Cretaceo inferiore.

### Identità dei filamenti

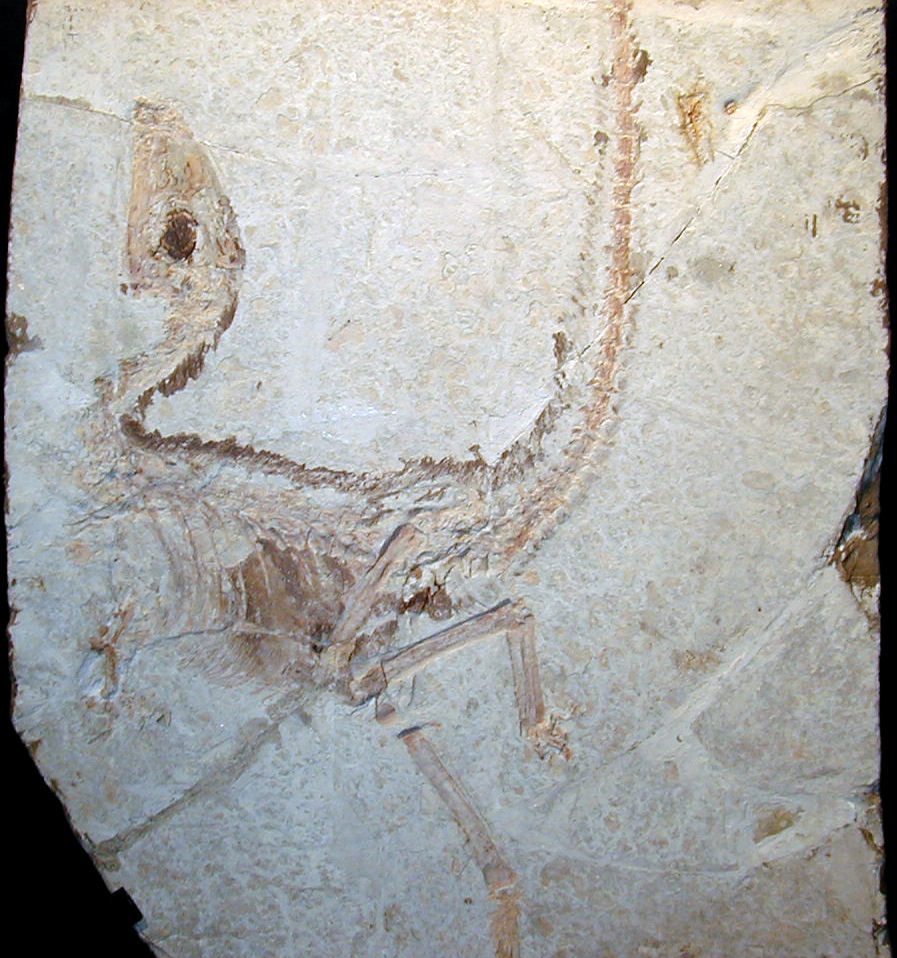
Contro-lastra dell'olotipo, in mostra temporanea allo Yale University's Peabody Museum of Natural History

La controversia relativa all'identità dei filamenti conservati nel primo esemplare di Sinosauropteryx è iniziata quasi immediatamente alla pubblicazione della scoperta, poiché il team di scienziati ha trascorso tre giorni a Pechino esaminando il campione sotto un microscopio. I risultati dei loro studi (segnalati durante una conferenza stampa all'Accademia di Filosofia di Scienze Naturali, giovedì 24 aprile 1997) non erano conclusi; il team ha convenuto che le strutture conservate su Sinosauropteryx non erano le tipiche piume degli uccelli moderni, per cui hanno suggerito ulteriori ricerche necessarie per scoprire la loro esatta natura. Il paleontologo Alan Feduccia, che non aveva ancora esaminato il campione, scrisse su Audubon Magazine che le strutture di Sinosauropteryx (considerato in quel momento come un sinonimo di Compsognathus, ossia Compsognathus prima) rappresentassero in realtà una sorta di cresta spinosa che correva lungo tutta la schiena e che i paleontologi del stavano coinvolgendo nella loro ricerca il desiderio di equiparare queste strutture alle piume. Le successive pubblicazioni, tuttavia, smentirono completamente l'ipotesi di Feduccia circa l'identità di queste strutture.
L'argomentazione di Feduccia è stata seguita in diverse altre pubblicazioni, in cui i ricercatori hanno interpretato le impressioni filamentose intorno ai fossili di Sinosauropteryx come resti di fibre di collagene piuttosto che piume primitive. Dato che le strutture sono chiaramente esterne al corpo, questi ricercatori hanno proposto che le fibre formassero una cresta sul dorso dell'animale e nella parte inferiore della coda, simile a quella di alcune lucertole acquatiche moderne. L'assenza di piume avrebbe confutato l'idea che il Sinosauropteryx fosse il teropode più primitivo che mostrasse la presenza di piume, e solleva anche domande circa l'attuale teoria delle origini delle piume stesse, mettendo anche in dubbio l'idea che le prime piume si siano evolute non per il volo, ma per l'isolamento termico e che avessero fatto la loro prima apparizione in linee relativamente basilari di dinosauri che successivamente si sono evoluti in uccelli moderni.
Tuttavia, la maggior parte dei ricercatori non fu d'accordo con l'identificazione delle strutture come collagene o altre fibre strutturali. In particolare, il team di scienziati che ha riferito la presenza di cellule di pigmentazione nelle strutture ha sostenuto che la loro presenza dimostrasse inconfutabilmente che tali strutture fossero piume, e non collagene, poiché il collagene non contiene pigmento.

## Paleobiologia

### Dieta
L'esemplare NIGP 127587 di Sinosauropteryx conservava ancora i resti del suo ultimo pasto, in questo caso i resti di una lucertola nella regione dello stomaco, indicando l'animale si nutriva di prede piccoli e veloci. Numerosi generi di lucertole di questo tipo sono state ritrovate nelle stesse rocce in cui è stato ritrovato Sinosauropteryx, ed i paleontologi hanno indicato questi resti come appartenenti al genere Dalinghosaurus. Il Dalinghosaurus era probabilmente una lucertola veloce ed agile adattatasi, come il suo predatore, a vivere in ambienti aperti.
Il probabile esemplare di Sinosauropteryx GMV 2124 (Sinosauropteryx? sp.) conserva invece nella regione dell'intestino ben tre mascelle di mammiferi. Hurum, Luo e Kielan-Jaworowska (2006) hanno identificato le prime due mascelle come appartenenti al genere Zhangheotherium mentre la terza a Sinobaatar, dimostrando che anche questi due mammiferi facevano parte della dieta dell'animale. In particolare, lo Zhangheotherium era munito di uno sperone velenoso sulle caviglie, come il moderno ornitorinco, il che indicherebbe che il Sinosauropteryx si nutriva eventualmente anche di mammiferi velenosi.

### Riproduzione
Lo stesso campione di S. prima che conservava i resti di lucertola nella regione dello stomaco (NIGP 127587) conservava anche diverse piccole uova nel suo addome. Due di queste uova si sono conservate appena davanti e sopra lo stivale pubico e mentre le altre si trovano al di sotto di loro sulla lastra. È improbabile che tali uova siano state mangiate dall'animale, poiché sono nella parte sbagliata della cavità addominale e i gusci sono rimasti intatti. È più probabile che esse rappresentino uova prodotte dall'animale stesso non ancora deposte. Ogni uovo misura 36 millimetri (1.4 pollici) di lunghezza per 26 millimetri (1.0 pollici) di larghezza. La presenza di due uova sviluppate suggerisce che il Sinosauropteryx avesse due ovidotti, che gli permettevano di deporre due uova alla volta, come riportato anche in altri teropodi.

## Paleoecologia
Il Sinosauropteryx, come dinosauro ritrovato nella Formazione Yixian, è membro del Biota Jehol, un assemblaggio di organismi presenti nella Formazione Yixian e sovrastante la Formazione Jiufotang. La formazione Yixian è composta in gran parte da rocce vulcaniche come l'andesite e il basalto. Tra gli strati vulcanici vi sono diversi letti di rocce sedimentarie che rappresentano la deposizione in un lago. Gli strati depositatisi nel lago d'acqua dolce della Formazione Yixian hanno conservato un'ampia varietà di piante, invertebrati e vertebrati, dandoci un'idea di come doveva apparire questo variegato ecosistema. Le foreste di gymnosperme erano estese, puntellate dalle prime piante da fiore. Gli ostracodi e gli insetti erano ampiamente diffusi, e bivalvi e gasteropodi erano abbondanti. Anche i mammiferi e gli uccelli sono ben noti dalla formazione. L'impostazione faunistica era sottoposta a eventi di mortalità periodica, tra cui eruzioni vulcaniche, incendi e gas nocivi che esalavano dai laghi. Il clima doveva essere temperato, con distinte stagioni umide e secche. La temperatura annuale doveva aggirarsi intorno si 10 °C (50 °F), indicando un clima temperato con inverni insolitamente freddi per l'epoca Mesozoica generalmente calda, forse dovuta all'alta latitudine settentrionale della Cina durante questo periodo geologico.